# تاریخ فرهنگی
عبارت «تاریخ فرهنگی» را می‌توان، هم به عنوان یک رشته تحصیلی و هم به عنوان موضوع پژوهش استفاده نمود. تاریخ فرهنگی به عنوان یک رشته تحصیلی، اغلب علم انسان شناسی و علم تاریخ را برای مطالعه سنت‌های فرهنگی و تفسیری نمادین از تجربیات فرهنگی تاریخی ترکیب می‌کند. این علم مدارک و توصیف‌های شفاهی موجود درباره آگاهی‌ها، رسوم و هنرهای مردمان قدیم را بررسی می‌کند. موضوع پژوهش این علم دربرگیرنده زنجیره وقایع مربوط به یک فرهنگ است که از گذشته تا به امروز کشیده شده و به سوی آینده ادامه دارد.